# Годзіновиці
Годзіновиці (пол. Godzinowice) — село в Польщі, у гміні Олава Олавського повіту Нижньосілезького воєводства.
Населення — 178 осіб (2011).
У 1975-1998 роках село належало до Вроцлавського воєводства.

## Демографія
Демографічна структура станом на 31 березня 2011 року:
|          | Загалом | Допрацездатний вік | Працездатний вік | Постпрацездатний вік |
| -------- | ------- | ------------------ | ---------------- | -------------------- |
| Чоловіки | 92      | 30                 | 54               | 8                    |
| Жінки    | 86      | 19                 | 52               | 15                   |
| Разом    | 178     | 49                 | 106              | 23                   |